# The West Coast Pop Art Experimental Band
The West Coast Pop Art Experimental Band war eine Psychedelic-Rock-Band aus Los Angeles, die von 1965 bis 1970 existierte.

## Geschichte
Die Band wurde 1965 von Bob Markley (1935–2003), einem wohlhabenden Sänger in Los Angeles gegründet. 1966 erschien das erste Album auf Bob Markleys Eigenlabel FiFo, danach folgte eine erste Tournee mit aufwändiger psychedelischer Lichtshow. 1967 erschien das Album Part One bei Reprise Records. Insgesamt erschienen sechs Alben, die sich alle nicht in den Charts platzieren konnten.

## Diskografie
- 1966: The West Coast Pop Art Experimental Band Vol.1
- 1967: Part One
- 1967: Vol. 2 (Breaking Through)
- 1968: A Child's Guide to Good and Evil
- 1969: Where's My Daddy?
- 1970: Markley, a Group